# Vice Media
Vice Media est un groupe de médias initialement développé autour du magazine Vice créé en 1994 avec une diversification comme l'édition avec Vice Books ou la musique avec Vice Records puis par des acquisitions. Depuis 2012, des groupes de média internationaux comme 21st Century Fox et The Walt Disney Company sont entrés au capital de la société.
Le groupe se déclare en faillite le 15 mai 2023. Il est la propriété de Fortress Investment Group, Soros Capital Management et Monroe Capital depuis juillet 2023.

## Histoire

### 1994-2005: Premières années
Vice Magazine est créé en octobre 1994 sous le nom de Voice of Montreal par trois jeunes Canadiens : Suroosh Alvi, Gavin McInnes et Shane Smith. À l'époque, il n'était alors qu'un simple fanzine distribué dans les rues de la métropole québécoise, et était financé par l'État en tant que programme de réinsertion pour jeunes drogués. Tandis que le magazine veut s'affranchir de ses obligations en 1996, les rédacteurs rachètent le titre à l'éditeur et le rebaptisent Vice. L'entreprise rencontre toutefois des difficultés à développer son activité depuis le Canada.
À la suite d'un investissement de 4 millions d'USD par le canadien Richard Szalwinski, Vice déménage à New York en 1999. Puis en 2001, les fondateurs décident de s'installer dans le quartier de Williamsburg à Brooklyn.

### 2006-2011: Développement sur Internet
En 2006, sur les conseils du directeur créatif Spike Jonze, Vice a commencé à se développer dans la vidéo numérique, en lançant le service vidéo VBS.tv, partenariat avec MTV Networks
,. VBS a gagné une base de fans avec des émissions comme The Vice Guide To Travel, Epicly Later'd, Toxic et Hamilton's Pharmacopeia. Les documentaires de la chaîne présentaient des sujets inhabituels et étaient animés par des jeunes travaillant chez Vice Media, souvent les fondateurs eux-mêmes.
En 2007, Vice Media a commencé à développer de manière agressive ses activités de vidéo numérique, en lançant de nouvelles chaînes, telles que Motherboard (tech), Noisey (musique) ou The Creators Project, un site d'art/technologie lancé en  2012 en partenariat avec Intel. Vice Media lance plus tard des sites autour de la culture musicale électronique (Thump), de l'actualité mondiale (Vice News), de la nourriture (Munchies) et du sport (Vice Sports). De plus, Vice Media lance le 13 avril 2009 Virtue Worldwide, une agence de services créatifs, pour élargir ses capacités de travail autour de ses plateformes. Durant cette période, Santiago Stelley assure le rôle de directeur du contenu de VBS.tv (2006-2010) et de directeur créatif de Vice Media (2010-2012).
En janvier 2008, le cofondateur Gavin McInnes quitte Vice Media en raison de «différences créatives» avec l'entreprise et fonde le site Web streetcarnage.com . Il a ensuite cofondé Rooster, une agence de publicité. Selon le site Columbia Journalism Review, Vice a modifié des images durant le montage pour diffuser des scènes plus divertissantes ou percutantes. Ainsi, dans un documentaire sur la Libye de 2011, une voix-off du reporter affirme qu'il était allé sur la ligne de front pendant une offensive, tandis qu'une source affirme que seul un caméra-man avait fait le voyage sans journaliste.

### Depuis 2012: Entrée des groupes de média internationaux
En 2012, Vice Media poursuit son expansion en se concentrant sur les actualités et l'actualité. Le 10 mai 2012, Vice annonce le lancement de productions avec HBO pour la télévision mais marque aussi l'arrêt de VBS.tv. Vice commence à produire des films comme UK's Scariest Debt Collector, Swansea Love Story, World's Scariest Drug, et Inside the Superhuman World of the Iceman via leur site internet principal et leur chaîne YouTube, ainsi que de nouvelles séries comme Slutever, Fringes, Love Industry et High Society. Comme les précédents contenus de Vice, les films et séries disponibles en ligne utilisent presque toujours des présentateurs comme que Thomas Morton, Ryan Duffy, Matt Shea, Karley Sciortino, Charlet Duboc et Krishna Andavolu. En décembre 2012, Vice rachète le magazine I-D.
Le 5 avril 2013, l'émission Vice débute sur HBO mais aussi gratuitement sur Youtube. Le 16 août 2013, Rupert Murdoch au travers de la société 21st Century Fox investit 70 millions d'USD dans Vice Media soit 5 % du capital,. Le 10 décembre 2013, Vice annonce avoir acheté l'agence de création numérique Carrot Creative, basée à Brooklyn par échange d'action et liquidité pour une somme entre 15 et 20 millions d'USD.
Le 4 mars 2014, Vice lance sa propre chaîne d'information Vice News bien qu'annoncée depuis décembre 2013. La chaîne a presque immédiatement attiré l'attention du monde entier pour sa couverture des manifestations et des conflits en Ukraine et au Venezuela. En octobre 2014, le responsable du bureau des nouvelles de la BBC affirme qu'il fournisse un service rattrapage pour Vice News. Le 2 juillet 2014, Vice Media déménage son siège social au 30 South Second Street dans le quartier de Williamsburg à Brooklyn, un bâtiment industriel de 60 000 pieds carrés (5 574,1824 m2). L'espace était précédemment occupé par des salles de spectacles 285 Kent, Death by Audio et Glasslands et nécssite 20 millions d'USD de travaux dans le cadre d'une location de 8 ans. Mais l'état de New York au travers du fond Empire State Development a octroyé une réduction d'impôts de 6,5 millions d'USD pour aider à la création d'un lieu de production télévisuelle
Le 29 août 2014, A&E Television Networks investit 250 millions d'USD en prenant 10 % du capital de Vice Media,. A&E Television Networks est une coentreprise détenue par Hearst Corporation et The Walt Disney Company. Le 28 avril 2015, A&E Television Networks annonce que sa chaîne H2, déclinaison de History, serait remplacée par une chaîne Vice en 2016. Le 26 mars 2015, HBO renouvelle son contrat avec Vice pour diffuser durant quatre ans l'émission de télévision hebdomadaire de reportages Vice ainsi que le lancement d'un programme quotidien vespéral, le Vice News Tonight,,,.
Le 23 octobre 2015, plusieurs journaux déclarent que Disney serait en train de négocier son entrée au capital de Vice Media alors que sa filiale A&E Television Networks détient déjà 10 %,,. Le 2 novembre 2015, Vice Media annonce le lancement de sa chaîne pour le 29 février 2016 tandis que Disney investit 200 millions d'USD dans la société,,. Le 8 décembre 2015, Disney dépense 200 millions d'USD supplémentaires et double son investissement dans Vice portant sa participation initiée en novembre à 10 % du capital,,,,. Cette participation s'ajoute à celle indirecte d'A&E Television Networks.
Le 11 mars 2016, Vice Media s'associe au banquier Matthieu Pigasse en échange d'une participation dans Vice France pour lancer une chaîne de télévision en France. Le 6 avril 2016, Canal+ annonce le lancement de la chaîne Viceland en France à l'automne 2016 en exclusivité pour les abonnés Canalsat,. Le 3 mai 2016, Vice Media et ESPN, désormais filiales de Disney, annoncent un partenariat de distribution et de production de contenu,. Le 23 août 2016, le Wall Street Journal revient sur le partenariat entre Disney et Vice Media qui n'arrive pas à aider à toucher la jeune population masculine.
Le 19 juin 2017, Vice Media annonce un apport de capital de 450 millions d'USD par TPG Capital (près de 8 %) donnant au groupe de média une valorisation de 5,7 milliards,,.
Le 2 janvier 2018, Vice Media suspend deux responsables à cause de soupçons de harcèlements sexuels, dans le climat des suites de l'affaire Harvey Weinstein, le président Andrew Creighton et le directeur de la transformation numérique Mike Germano,. Le 8 novembre 2018, Disney rapporte une perte financière de 157 millions d'USD liée à Vice Media dans son rapport comptable tandis que Vice réduit ses effectifs de 15 %,,. Les 400 millions d'USD investis par Disney en 2015 avaient établi une valorisation boursière de Vie Media à 4 milliards de dollars mais cette écriture comptable sous-entend que cette valeur serait retombé à 3,25 milliards fin 2018. En mars 2019, à la suite de l'acquisition de la 21st Century Fox, Disney possède directement 15 % de Vice Media et 10% au travers de A&E Television Networks.
En mai 2018, dans la foulée de ce #metoo, Shane Smith décide de devenir Non-Executive Chairman et de confier la transformation de VICE à un nouveau tandem avec l'arrivée d'une nouvelle CEO Nancy Dubuc , ex-patronne de la chaine américaine A&E et d'un nouveau n°2 et Président International Dominique Delport .
Le 8 mai 2019, Disney publie un rapport trimestriel comportant une charge pour dépréciation de 353 millions d'USD liée à Vice Media,,,. Variety indique Disney détient directement 21 % de Vice Media ainsi que 6% obtenu par l'acquisition de la Fox traduisant le retrait d'autres actionnaires alors qu'un consortium mené par 23 Capital et George Soros a investi 250 millions une semaine auparavant.
Le 28 avril 2019, plusieurs éléments internes à Vice Media préfigurent le changement de nom de Viceland' en Vice TV comme les supports publicitaires, les pages de réseaux sociaux ou une interview de la CEO Nancy Dubuc. Aucune date officielle n'est annoncée et en en septembre 2019, le nom Viceland est toujours utilisé.
Le 2 octobre 2019, Vice Media annonce l'achat du site d'information féminin Refinery29 pour 400 millions d'USD.
En mars 2020, le Guardian révèle que l'agence de publicité intégrée Virtue du groupe Vice Media a organisé le festival de musique Azimuth en Arabie Saoudite, un festival sponsorisé par le gouvernement saoudien avec un budget de 20 millions de dollars et ce trois ans après que Vice a suspendu ses activités en Arabie Saoudite en raison des retombées du meurtre commandé par l'État de dissident Jamal Khashoggi. La marque de Vice n'a pas été utilisée sur le matériel de marketing du festival, et les entrepreneurs partenaires ont dû signer des accords de non-divulgation concernant la participation du groupe Vice. En 2022, Vice Media ouvre un bureau commercial et créatif à Riyadh.
En 2022, le chiffre d'affaires de la société s'établit à 600 millions de dollars, soit 100 millions de moins que celui espéré.
En 2023, en raison de sa mauvaise santé financière, le groupe cherche depuis le mois de janvier à se vendre pour environ 1,5 milliard de dollars, un montant beaucoup moins important que sa valorisation estimée de 5,7 milliards en 2017.
En mars 2023, le groupe ferme le bureau Vice France, créé en 2008 et représentant 30 salariés.
En mai 2023, le groupe se déclare en faillite. Le mois suivant, le contrôle du groupe est cédé à un consortium de créanciers mené par Fortress Investment Group pour la somme de 350 millions de dollars. Depuis juillet 2023, Vice Media est la propriété de Fortress Investment Group, Soros Capital Management et Monroe Capital.

## Produits
Vice, le magazine
Vice est un magazine mensuel gratuit et international créé en 1994 à Montréal (Québec, Canada), axé sur la culture urbaine et indépendante, la photographie, l'art et la musique. Vice traite également de sujets de société beaucoup plus profonds, qu'il s'agisse de guerres, d'écologie, de spiritualité ou de sciences humaines.
Vice News le site internet d'information.
Vice News est le pendant de l’empire Vice sur Internet. Prolongeant le modèle qui a fait le succès de l’édition papier, ses visiteurs peuvent y trouver l'intégralité des numéros du magazine (en cours ou archivés), l’humour, l’esprit et le contenu original qui nourrit leurs attentes. De plus, Vice News propose des sujets et des services exclusifs au site ainsi qu’un blog mis à jour quotidiennement.
Il comprend aussi VBS.TV est la chaîne de télévision de Vice sur Internet. Avec le réalisateur Spike Jonze pour directeur artistique, VBS produit un contenu vidéo original à 100 %. Lancé en mars 2007 en partenariat avec Viacom, VBS est aujourd’hui reconnue comme la première web TV internationale. Elle diffuse plus de 40 émissions qui couvrent notamment les domaines de l’information, de la culture, de la musique, de l’environnement et du sport. VBS propose chaque jour plus de 30 minutes de contenus inédits, s’assurant ainsi une base fidèle de spectateurs passionnés en constante augmentation. Elle est disponible en France depuis 2009.
Vice Records
Vice a créé Vice Records  son propre label discographique en 2002. Le label compte des artistes reconnus internationalement tels que les Black Lips, Chromeo, Dark Meat, ou encore Japanese Motors.
Vice Books
Vice Books est la maison d'édition attitrée du magazine pour toutes les parutions qui touchent en son cercle. Elle inclut ainsi Skins and Punks de Gavin Watson, True Norwegian Black Metal de Peter Beste, The Vice Photo Book (une anthologie compilant plus de 13 ans d'histoire photographique du magazine), le Vice Guide to Sex and Drugs and Rock and Roll ainsi que Dear Diary par Lesley Arfin (en) et Skinema, de Chris Nieratko (en).
Vice TV
Initialement nommée Viceland, Vice TV est une chaîne de télévision internationale lancée en 2016 dont le contenu est produit par Vice Media

## Siège social à Brooklyn

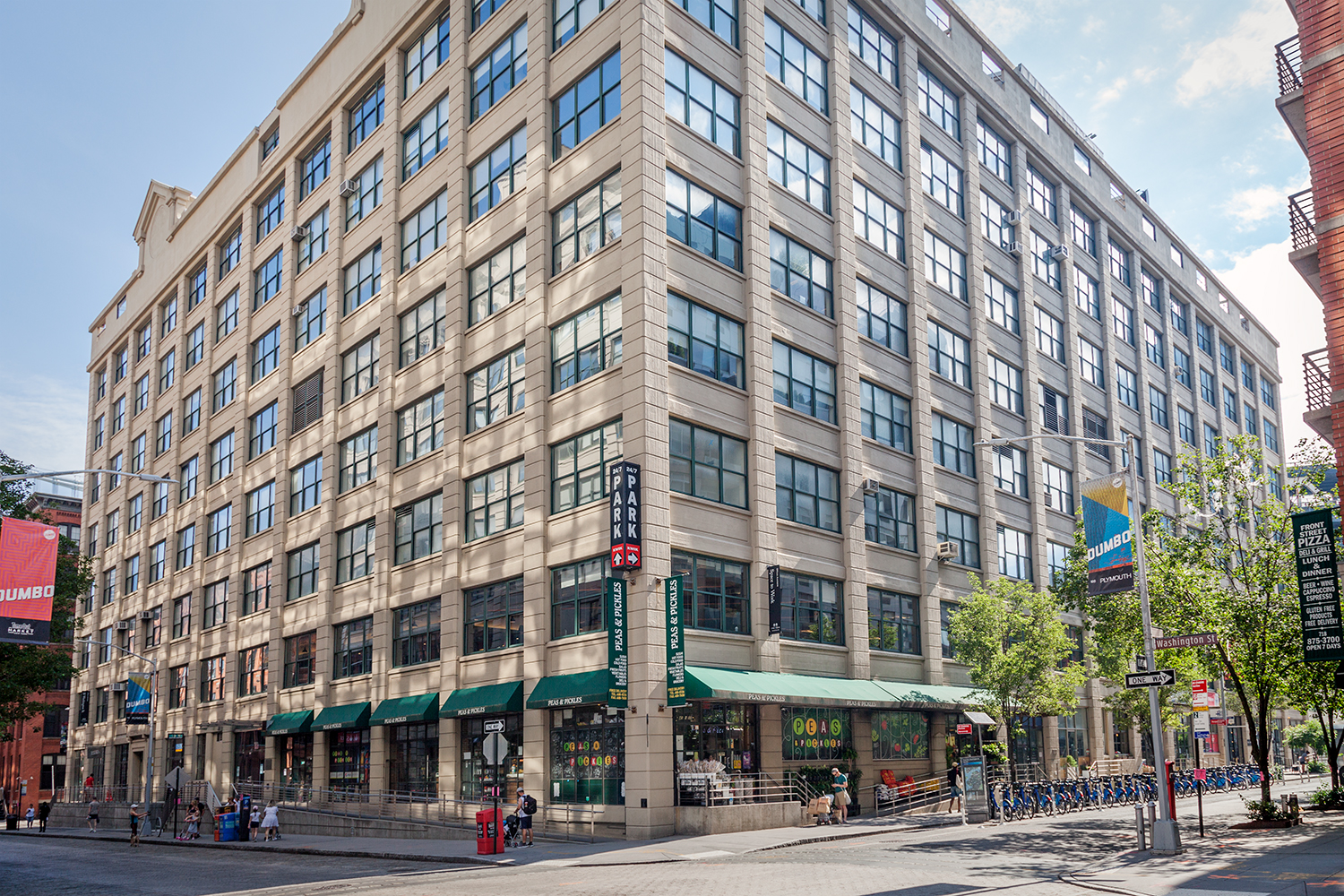
Nouveau siège social de Vice Media au 55 Washington Street dans Dumbo (Brooklyn).

Le 2 juillet 2014, Vice Media déménage son siège social au 30 South Second Street dans le quartier de Williamsburg à Brooklyn, un bâtiment industriel de 60 000 pieds carrés (5 574 m2). Mais annonce aussi qu'elle va déménager son siège social qu'elle occupe depuis 1999 vers le 55 Washington Street dans Dumbo permettant selon le Wall Street Journal de doubler sa surface et d'embaucher 500 employés supplémentaires.

## Vice France
Vice France est une filiale à 100 % de Vice Media Group.
Vice France est depuis octobre 2014 partenaire de France 4 pour laquelle il produit les émissions Grand Central et Le Point ainsi que des documentaires.
Le groupe serait en discussion pour créer une version française de la chaîne de télévision Viceland, sur le modèle de celle lancée fin février aux États-Unis et au Canada. Le 6 avril 2016, Canal+ annonce le lancement de la chaîne Viceland à l'automne 2016 en exclusivité pour les abonnés Canalsat.
Le 4 août 2017, Vice annonce qu'il sera principal sponsor maillot de l'équipe de football parisienne du Red Star basé à Saint-Ouen.
Selon le quotidien Libération, le média Vice France est marqué en 2018 par une confusion croissante entre contenus rédactionnels et publicitaires, ainsi que par une situation tendue entre personnels et direction. La chaîne Viceland, lancée en novembre 2016, connaîtrait des scores d'audiences très faibles. Le contrat avec Canal+ se termine en 2021. Au printemps 2022, Vice France annonce le retour des contenus Vice TV sur la plateforme de replay 6play du groupe M6.
Fin février 2023, Vice Media Group annonce la fermeture de son antenne française pour fin mars 2023,. Le site reste toutefois actif, le contenu en français étant dorénavant entièrement géré par Vice Belgique. 